# Microthelys intagana
Microthelys intagana är en orkidéart som först beskrevs av Dodson och Robert Louis Dressler, och fick sitt nu gällande namn av Dariusz Lucjan Szlachetko. Microthelys intagana ingår i släktet Microthelys och familjen orkidéer. Inga underarter finns listade i Catalogue of Life.